# Hurszag
A szócikk címe technikai okok miatt pontatlan. A helyes cím: ḪUR.SAG.
A hurszag közelítő kiejtése a ḪUR.SAG 𒄯𒀈 ékírásos sumer ideogrammáknak. Jelentése a legkorábbi időktől helyre, területre utal, a hasonló jellegű KUR mellett az egyik legfontosabb értelmező jel. Jelentése „hegy, hegység, magaslat”, kozmikus értelemben vett „hegyi”. A hettita írásban a „hegy, hegység” determinatívuma. A jelcsoportból istennév is képződött. NIN.ḪUR.SAG, azaz Ninhurszag istennő nevének jelentése: „Hegyi Hölgy” vagy a „Hegyek Úrnője”.
A sumerek hegyvidéki népnek tartották magukat, őshazájukat (Meluhha) a hegyekben képzelték el. A hegyek, hegységek tisztelete jelentős szerepet játszott az életükben. Egyes vélemények szerint a zikkuratok is a hegyeket utánozták, hogy isteneiket azok tetején, illetve mesterséges „barlangjaikban”, a szentélyekben tisztelhessék. A nippuri zikkurat neve ḫur-sag-galam-ma (az „ügyes hegyi”), az uri templom ḫur-sag-sukud-rā („magas hegy”). A Gilgames-eposzban olvashatjuk: „Miután bekerült a … hegy, az első hegyet átléped, akkor ő nem … azután átlépték a hetedik hegyet is”.
A hegyeknek ilyetén tisztelete még sokkal később is kimutatható a Közel-Keleten, nemcsak a hettitáknál, a Kumarbi-ciklus darabjaiban, Peruvasz legendáriumában, a Hazzival és Piszkurunuvasz-heggyel kapcsolatos rituálékban, hanem még a görög mitológiai elképzelésekben is (lásd Olümposz és az olümposzi istenek).

## ḪUR
Két tagból álló jelcsoport. Első része a ḪUR.
Jelentései
1. a „semmiből jönni” = az óbabiloni és akkád eşēru.
2. „valaha” vagy valami „után” = akkád ḫurri.
3. előfordul még a ḪUR× (|KA×X|) változata, amelynek akkád megfelelője és jelentése ismeretlen.

Írásjele egy sarkára állított négyzet, amelyben egy függőleges és négy vízszintes ék helyezkedik el. 𒄯 Vagyis ez már önmagában egy ligatúra, a ḪI (du10, dug2, nin5, ḫa2 𒄭) és az AŠ2 (𒀾) összetétele (ḪI×AŠ2). Ez azért érdekes, mert az AŠ2 önmagában azt jelenti, „átok”, a ḫi pedig általában összetett igék alkotórésze, vagyis a jelentése „átkozni” vagy „átkozott” lehet. Egybeírva őket adják a ḫur szótagot.

## SAG
A ḪUR.SAG-ban a SAG különböző változatai szerepelnek. Jelentései: „jó(ság), szép(ség)” (akkád banû, damāqu), „jóság, jó dolog” (akkád dumqu), „jó, édes” (akkád ṭābu). A SAG további lehetséges jelei és jelentései ebben a kifejezésben nem játszanak szerepet.

## ḪUR.SAG
ḪUR.SAG olvasata van az alábbi összetételeknek:
1. 𒉺𒂅 (PA.TÚN, PA.DUN3, SAG3.DUN3), akkád hangzósítása gallābu (ga-al-la[-bu(-um)]), jelentése „borbély”[1]
2. szintén PA.DUN3 vagy ḪUR.SAG/Ĝ 𒄯𒊕, akkád ḫursānu a „hegy, hegyláb”, sőt „síkság” jelentésű szó[2]

## Magyar vonatkozása
A ḪUR.SAG kifejezésnek különleges jelentőséget ad az a körülmény, hogy a hangalaki egyezés miatt a magyar „ország” szóval próbálják rokonítani egyes kutatói. A rokonítás nehézsége az, hogy nem tudjuk, a ḪUR.SAG hogyan hangzott sumer nyelven, talán a hur- kezdet valószínűsíthető az akkád fejleményből. Nem tudjuk azt sem, milyen módon kerülhetett a magyar nyelvbe. Az ékírásos nyelvekbeli jelentős elterjedtsége, fontos szerepe Anatólia, a Kaukázus és Mezopotámia térségében a kifejezés fennmaradásának feltevését lehetővé teszi, valamint a jelentésbeni közelség (a jelentésátvitel ismert jelenség a nyelvfejlődésben) fennáll.
Talán a ḪUR.SAG-ból alakult ki és jelentésátvitellel vált az UR.SAG a „valaki által uralt föld” jelentésűvé, amit magyarul „ország”-nak mondunk. Mindenesetre II. Murszilisz tízéves évkönyve (CTH#61.1) így kezdődik:
1. [UM-MA DUTU]-ŠI mmur-ši-li LUGAL GAL LUGAL KUR ḫa-at-ti UR.SAG
2. [DUMU mšu-up]-pí-lu-li-u-ma LUGAL GAL UR.SAG
Jelentése:
„1 Így beszélek, Én, a Nap, Murszilisz, nagy király, Hatti földjének (országának) királya
2 Szuppiluliumasznak, az ország nagy királyának fia.”